# Alex Díaz
Alex Díaz Álvarez (Urretxu, 28 juli 2001) is een Spaans wielrenner.

## Carrière
In 2025 werd Díaz prof bij Caja Rural-Seguros RGA, dat hem na een stageperiode overhevelde vanuit hun opleidingsploeg. Zijn eerste wedstrijdkilometers maakte hij dat seizoen in de GP La Marseillaise, waar hij op plek 115 finishte.

## Ploegen
- 2024 –  Caja Rural-Seguros RGA (stagiair vanaf 1 augustus)
- 2025 –  Caja Rural-Seguros RGA

Arriola-Bengoa · Aular · Babor · Balderstone · Barceló · Bárta · Berwick · Cepeda · Etxeberria 
· Fernández · González · Guardeño · Hailemichael · Johnston · Leitão · López · Murguialday · Nicolau · Prades ·Schlegel · Silva · Sorarrain · Díaz (stagiair) · Ibañez (stagiair)